# 長久手市文化の家
長久手市文化の家（ながくてしぶんかのいえ）は、愛知県長久手市にある公立文化施設。単に文化の家とも呼ばれる。1998年（平成10年）7月15日、長久手町文化の家として開館。2012年（平成24年）には、市制施行に伴い現在の名称となった。
組織再編により、2022年4月1日から「生涯学習課」の管轄になった。

## 概要
文化の家とは、20世紀の中頃フランスで起こった地方からの文化発信運動「文化の家運動」に因んだもので、市民全体の家となってほしい、我が家と感じるような親しみの深い施設になってほしいという願いも込められている。

### 設立経緯
1991年4月3日に、長久手町文化の家の設備建設事業の実施が決定された。1994年4月1日に総務部に文化会館建設事務局が設置され、7月2日に長久手町文化施設建設構想委員会が設置された。1994年12月に「長久手町文化施設基本構想についての報告書」が出され、名称が長久手町文化の家（仮称）と公表された。

### 建築
建物は建築家の香山壽夫（香山壽夫建築研究所）が設計。館内には森のホール、風のホール、光のホールの3つのホールがあり、演劇やコンサート、美術展や映像鑑賞会に使用されている。このほか、アートリビング施設（芸術文化空間）や、会議室、レストランなどを備えた総合施設となっており、第8回愛知まちなみ建築賞に選出されている。

## 施設
地上3階、地下2階建て。駐車場：屋内117台、屋外183台。

### 森のホール
固定席384 - 717席（車椅子対応6席）
舞台が見やすいよう馬蹄形となっており、舞台と客席の一部が可動式で、舞台公演、式典、集会など幅広く対応可能。（楽屋1 - 9併設）

### 風のホール
298席（車椅子対応6席）
主に演劇、舞台対応のホールだが、プロセニアムアーチの後ろに可動式の音響反射板を利用した場合、客席数は194席になるが、小規模コンサートやピアノ発表会などの利用も可能（楽屋A - D併設）。
緞帳のデザインは、愛知県立芸術大学の学内コンペで最優秀に選ばれた台湾からの留学生の作品。
- 使用可能なピアノ[11]
  - ベーゼンドルファー Model290 インペリアル
  - スタインウェイ Model D-274

### アートリビング
| 部屋名                 | 概要 |
| ---------------------- | --- |
| 光のホール             | 200インチのスクリーンと小さい舞台があり、座席には小さなテーブルがあるので、映像芸術鑑賞やシンポジウムなどの利用に適している- 82席（車椅子対応2席） |
| 展示室                 | 森のホール・風のホールに隣接した平土間のギャラリー                                                                                                 |
| 舞踊室                 | 鏡や更衣室を備えた練習室 |
| 音楽室                 | グランドピアノあり |
| 小音楽室               | アップライトピアノあり |
| 食文化室               | 調理設備と試食のスペースあり |
| 美術室                 | 絵画、彫刻、染色などが出来るアトリエ |
| 多目的室               | 簡易な防音が施されており、弦・木管楽器の練習室としての利用も可能                                                                                   |
| 講義室1、2             | ホワイトボードや簡易スクリーンもあり、20 - 30人の講義に適している- 講義室：22名 - 講義室2：32名                                                    |
| 会議室1 - 5            | 小人数の会議に適している 会議室2と3は可動間仕切りで1室として利用できる- 会議室1：12名 - 会議室2：12名 - 会議室3：8名 - 会議室4：4名 - 会議室5：4名 |
| 和室1（6畳）、2（8畳） | 8畳間と6畳間の2間続きの和室で、前室があり、8畳間には炉が設置できる                                                                                 |
| 暗室                   | 写真の現像ができる作業室 |
| 音楽スタジオ           | 軽音楽のための音楽練習室 |

## 代表的な主催事業

### おんぱく
2004年から断続的に行われている長久手市文化の家の自主事業。長久手市の街づくりを目的とし、文化の家だけにとどまらず、まちなかコンサートや様々なワークショップなどを経て、市民が音楽に触れ合える機会を創設している。また、市民参加と大学連携による協力体制で実施されており、文化の家の職員だけではなく、創造スタッフや演奏等に関わった主要アーティストが主体的な役割を示す。

### 劇王
文化の家風のホールにて開催される「上演時間20分、役者3名以内、数分で舞台転換可能」という条件のもとで上演される短編演劇連続上演イベント。観客とゲスト審査員の投票により優勝者が決定される、劇作家の名誉を賭けた壮大なる闘い。2003年に文化の家から始まり、現在は全国各地にて開催されている。

### ながくてアートフェスティバル
アートをきっかけに人と人とをつなぎ、まちをアート一色で盛り上げるイベント。文化の家だけにとどまらず、長久手市内の各所にてアート作品の展示や体験型ワークショップを開催している。

## 契約アーティスト制度

### 創造スタッフ
高い芸術性や卓越した専門性に基づく豊富な知識や優れた技能、技術を生かし、文化の家職員や関係者、その他講師等と連携を図りながら文化の家の創造的事業の企画・運営に携わる若手アーティスト。現在、音楽、演劇、美術、舞踊のアーティストが在籍している。

### フランチャイズアーティスト
「創造スタッフ」として培った経験を特定の分野で活用するアーティスト。2019年度から制度を設置し、文化の家の創造的事業を実施している。

## アウトリーチ事業

### 小・中学校であーと
アーティストが市内の小中学校に出向いて演奏等を行う事業。「であーと」は、「出会う」と「アート」をかけ合わせた造語。子どもたちに芸術に触れる機会を提供するだけではなく、若い演奏家の育成も目的としている。

### ふくしであーと
アウトリーチ活動の特性を活かし、質の高い音楽を聴きたいと望んでも機会が得られにくい人たちが生活する福祉の現場にアーティストを派遣し演奏活動を行う。
主に、市内の福祉施設で実施されている。

### 児童館デリバリー
長久手市内の児童館に音楽系創造スタッフが訪問し、児童館利用者にコンサートを提供する。

## 関係団体

### 長久手市文化の家フレンズ
文化の家開館とともに設立された友の会組織。長久手市文化の家において行われる事業の鑑賞機会を通じて会員相互の親睦を図るとともに、長久手市の芸術文化の向上に貢献することを目的に設立された。会員の特典としては、チケットの先行発売や料金の割引がある。また、会員の中からボランティアを募り、「文化の家が住民により親しまれる場にすること」「地域の文化に貢献すること」「文化の家を拠点にして、地域の人の交流を図ること」を目的に活動を行っている。活動は、会員の中から選ばれた役員と、自主的に登録したスタッフで行われている。

### 長久手市合唱団ニューセンチュリーコーラスNagakute
長久手市の混声四部合唱団。平成9年発足。毎年文化の家の森のホールで行う演奏会に向けて練習を行っている。また、市や団体の催し物への合唱参加や老人施設での合唱ボランティアなどの活動も行っている。日本の抒情歌から海外の作曲家の作品まで幅広いジャンルを歌唱している。

### 長久手市劇団 座☆NAGAKUTE
長久手市文化の家を拠点に活動する劇団。平成9年に結成、平成10年に旗揚げした。キーワードとして「創造・交流・共有」を掲げる。地域住民が演劇を学び、作品を制作・発表する機会を設け、地域の演劇活動を育成することを目的に結成された。定期公演のほか、高齢者向けの公演を行っている。幅広い年齢、演劇初体験組から経験者まで様々な経験値の人々で構成されている。

### シネマ倶楽部
映画好きの仲間が集まった市民団体。文化の家での映画上映企画「シネマの楽しみ」の企画運営を行っている。

## 関わった著名なアーティスト
- 川上ミネ - 長久手市出身のピアニスト。父親は当施設の館長を務めていた川上實（まこと）氏[3]。彼女自身も当施設でリサイタルを行ったことがある。
- coba - 長久手高等学校卒業生で、世界で活躍するアコーディオン奏者。平成24年1月4日に市制施行した長久手市を記念して企画された、長久手応援ソング選定にも携わるほか、文化の家で公演も行った[26]。
- 佃典彦 - 長久手高等学校の卒業生。長久手市劇団・座☆NAGAKUTEの講師[27]。

## 愛知県立芸術大学との連携

### 連携協定
愛知県立芸術大学と長久手町（現：長久手市）は地域社会の芸術や文化、教育、まちづくりなどの振興を目的に、さまざまな分野で協力・連携するため、包括的な連携協定を締結することで合意し、平成22年6月24日、調印式を行った。

### オペラ事業
音楽学部、美術学部の学生、大学院生などによるレベルの高いオペラ公演。舞台セット美術学部が行い、管弦楽団・合唱団は学部生、キャストは大学院生という、大学全体で取り組む 企画内容である。

### 室内楽の楽しみ
愛知県立芸術大学内学内オーディションに合格した音楽家によって開催される音楽事業で、1999年より毎年開催されている提携事業。プレスリリースや事業計画も学生で行われている。お手頃な料金で開催され、毎年好評を博している。

### デザイナー
学生に力を付けてもらいながら才能を地域に還元することを目的として、2000年からデザイン専攻の学生を1年間文化の家のチラシデザイナーとして受け入れている。

## キャラクター

### ブラックトミー
魔界から文化の家にやってきた研修生。魔界帝王の命令により人間界の文化や芸術を調査している。文化の家に来て、はじめて芸術や音楽の存在を知り、芸術や音楽に魔界を安定させる力があると信じて、日々研修に励んでいる。おっちょこちょいだが、やさしい性格のため魔界の帝王からは信頼されている。

## 周辺
- 長久手市中央図書館
- 長久手消防署
- 愛知高速交通東部丘陵線（リニモ） はなみずき通駅
- 香流川
- 長久手郵便局
- 長久手市立北小学校
- 図書館通り
- はなみずき通り（愛知県道6号力石名古屋線）
- 香流通り
- 愛知県道215号田籾名古屋線

## 交通アクセス
- 愛知高速交通東部丘陵線（リニモ）「はなみずき通駅」下車、徒歩で約7分。
- 名古屋市営地下鉄東山線「藤が丘駅」より車で約8分（徒歩25分）。
- N-バス中央循環線「文化の家」バス停下車すぐ、または、藤が丘線・西部循環線「文化の家北」バス停下車、徒歩で約4分。
- 名鉄バス「長久手文化の家北」バス停で下車、徒歩で約4分[注釈 2]。